# Harneskutrustning
Harneskutrustning i damastvävstol placeras ovanför huvudet på vävaren. Trådsystemet löper från en extra bom via en extra vävsked som skiljer trådarna åt och fästs i solven längst bak i vävstolen. Genom att dra i en harnesktråd lyfter vävaren ett utvalt parti av trådar, antalet är beroende av solvningen, och tråden fästs temporärt i krokar ovanför och bakom slagbommen. Antalet trådar som dras ner och fästs i krokarna före skyttling av inslaget skapar avsett mönster.

## Bilder

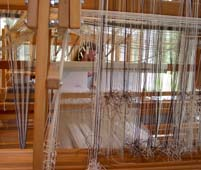
Harnesktrådarna sedda bakifrån